# С-55
С-55 — советская дизель-электрическая подводная лодка серии IX-бис типа С — «Средняя» периода Второй мировой войны. Совершила 4 боевых похода, достоверно потопила два транспорта (6089 брт). В декабре 1943 года лодка пропала без вести, предположительно, подорвавшись на минных заграждениях противника.

## История строительства
С-55 была заложена 24 ноября 1936 года на заводе № 194 имени Марти в Ленинграде под заводским номером 404. В разобранном виде по железной дороге была доставлена во Владивосток, где на заводе № 202 (Дальзавод) была окончательно достроена. 27 ноября 1939 года лодка была спущена на воду. 25 июля 1941 года С-55 вступила в строй под командованием капитана 3-го ранга Л. М. Сушкина, ставшего её бессменным командиром.

## История службы
22 августа С-55 была включена в состав Тихоокеанского Флота ВМС СССР. Была зачислена в состав 3-го дивизиона 1-й бригады подводных лодок, базировалась на Владивосток. До 1942 года экипаж лодки завершил курс боевой подготовки, а корабль прошёл гарантийный ремонт. В августе-сентябре 1942 года С-55 патрулировала в море, прикрывая недостроенный крейсер «Калинин», перешедший из Комсомольска-на-Амуре во Владивосток.
5 октября 1942 года С-55 совместно с С-54, командир группы — Л. М. Сушкин, начала межфлотский тихоокеанский переход из Тихого океана на Северный флот через Панамский канал. С 16 октября по 11 ноября лодка находилась на американской военной судоверфи Мэр-Айленд.
В январе-феврале 1943 года в порту Розайт (Великобритания) ей заменили аккумуляторную батарею и провели докование. 8 марта 1943 года лодка прибыла в порт приписки Полярный, где была зачислена в состав 2-го дивизиона бригады подводных лодок Северного флота ВМС СССР. 10-15 марта С-55 прошла ремонт, 24-25 марта лодка выходила в море на помощь подорвавшейся на мине М-174, которая смогла добраться до базы самостоятельно.
Боевые походы:
- 28 марта — 3 апреля
- 22 — 30 апреля
- 30 сентября — 16 октября
- 4 декабря — на базу не вернулась

Исключена из состава флота 18 января 1944 года.

### Потопленные цели
- 29 апреля 1943 года: транспорт «Штурцзее» (708 брт)
- 12 октября 1943 года: транспорт «Аммерланд» (5381 брт)

Итого: 2 транспорта, 6089 брт.

## Командиры
- 13 апреля 1939 — 16 июня 1940: В. А. Мазин
- июнь — ноябрь 1940: Н. В. Суходольский
- 6 ноября — 7 декабря 1940: Я. П. Роменский
- 21 ноября 1940 — декабрь 1943: Л. М. Сушкин